# Javno-privatno partnerstvo
Javno privatno partnerstvo (engl. Public-private partnership; JPP, engl. PPP) je zajedničko, kooperativno delovanje države s privatnim kompanijama u proizvodnji javnih proizvoda ili pružanju usluga. Deklarisani cilj ove neoliberalne metode koja nastaje tek 1992. godine je da je ekonomičnija, djelotvornija i učinkovitija (uspješnija) proizvodnja javnih proizvoda ili usluga u odnosu na tradicionalan način pružanja javnih usluga. Jedina službena i javna državna analiza JPPa je dovršena 2009 godine na Novom Zelandu sa zaključkom da postoji premalen broj dokaza o koristi JPPa i da je bolje naći druge načine finansiranja državnih projekata.

## Definicija i klasifikacija
Javno-privatno partnerstvo se deklariše kao kooperacija između javnog i privatnog sektora na području planiranja, proizvodnje, pružanja, finansiranja, poslovanja ili naplate javnih poslova. Javni sektor to jest država se tom prilikom javlja kao proizvođač i ponuđač takve saradnje – kao partner koji ugovorno definira vrste i obim poslova ili usluga koje namjerava prenijeti na privatni sektor i koji obavljanje javnih poslova nudi privatnom sektoru. Privatni sektor to jest privatne kompanije se javljaju kao partner koji potražuje takvu saradnju, ukoliko može ostvariti profit i koji je dužan kvalitetno izvršavati ugovorno dobivene i definirane poslove.
Tehnički JPP je jedan oblik privatizacije u kojem privatna kompanija preuzima upravu nad državnim objektom ili infrastrukturom u zamenu za to mora obavljati poslove definisane ugovorom. Nakon isteka ugovorom određene obaveze objekt ili infrastruktura se vraća pod državnu kontrolu.

## Razlozi za JPP
Velika Britanija koja početkom 90tih godina dvadesetog veka prva počinje s javnoprivatnim partnerstvom je ujedno jedna od prvih koja vrši ddelomičnu analizu razmišljanja o ovom procesu nakon prve dekade primene. U toj analizi oni koji podržavaju JPP vole govoriti da su najveći razlozi za nastavak ovog procesa izgrađeni objekti za javnu upotrebu (bolnice, škole i slično) koji nikada ne bi bili izgrađeni bez JPP, a te javne ustanove u sklopu ovog ekonomskog projekta imaju za građane potom veću efikasnost u obavljanju poslova od običnih državnih ustanova. Zadnji argument ujedno postaje činjenica da su projekti JPPa barem kratkoročno jeftiniji od izgradnje tih objekata na normalni način.

## Razlozi protiv JPP
S druge strane kritičari vole govoriti da će na kraju cenu svih JPP projekata platiti stanovnici iz svojeg džepa. Britanski sindikati su u toj studiji iz 2002. godine naveli da po već do tada sklopljenim dogovorima svaki britanski stanovnik će godišnje davati za otplatu JPP sklopljenih projekata 5 funti godišnje. Također se dokazalo da neki od do tada sklopljenih projekata su donijeli enormnu dobit privatnim kompanijama to jest štetu državi dok su u drugim slučajevima smanjene plate radnicima koji se prešli s pleća države na ono JPP ili su projekti rađeni ispod tadašnjeg britanskog standarda kako bi privatni investitor uštedeo novac i maksimizirao profit.  .

## Iskustva

### Bosna i Hercegovina
Iako je cjelovita Bosna i Hercegovina još uviek bez zakona o JPP njeni sastavni delovi distrikt Brčko i Republika Srpska ga trenutno provode. Po ovom principu distrikt Brčko je sklopio ugovor o gradnji centra za dijalizu tokom prve godine što je bio na snazi.

### Hrvatska
Zbog velikog broja skandala  kojima je državni budžet oštećen JPP je u Hrvatskoj dobio stigmu nove vrste pljačke nakon one privatizacijske. Cijela Hrvatska priča počinje još 1995. kada novostvoreno preduzeće BINA Istra dobila je zadatak da izgradi modernu dvotračnu ulicu u Istri što će rezultirati pobunom lokalnog stanovništva, ali i ostankom koncesionara kojem Hrvatska plaća 17 miliona evra godišnje tako da se uopšte računa kako će privatni investitor dobiti oko 3,5 milijardi dinara plus prihod od putarina (oko 40 milion evra godišnje) koji je oslobođen od PDV]]a dok će uložiti 1,15 milijardi evra.
Drugi mnogo veći i zvučniji skandal se dogodio oko JPP u Sunčanom Hvaru  , slično se potom dogodilo i s dvoranom Arena u Zagrebu.

## Vidi
- Neoliberalizam